# Кристенссон, Кристер
Кристер Кристенссон (швед. Krister Kristensson; 25 июля 1942, Мальмё — 29 января 2023) — шведский футболист, защитник.

## Клубная карьера
В профессиональном футболе дебютировал в 1963 году выступлениями за клуба «Мальмё», в котором провёл шестнадцать сезонов, приняв участие в 348 матчах чемпионата. Большинство времени, проведенного в составе «Мальме», был основным игроком защиты команды.
Завершил профессиональную игровую карьеру в низшелиговом клубе «Треллеборг», за который выступал в течение 1980—1981 годов.

## Выступление за сборную
В 1967 году дебютировал в официальных матчах в составе национальной сборной Швеции. На протяжении карьеры в национальной команде, которая длилась 6 лет, провел в форме главной команды страны 38 матчей.
В составе сборной был участником чемпионата мира 1970 года в Мексике.

## Достижения
«Мальмё»
- Чемпион Швеции (6): 1965, 1970, 1971, 1974, 1975, 1977
- Обладатель Кубка Швеции (5): 1967, 1973, 1974, 1975, 1978